# Юстик (село)
Юстик (рос. Юстик) — село Усть-Коксинського району, Республіка Алтай Росії. Входить до складу Амурського сільського поселення.
Населення — 298 осіб (2015 рік).